# Ecuaciones de aguas poco profundas

Resultado de un modelo de ecuación de aguas poco profundas del agua en una bañera. El agua experimenta cinco salpicaduras que generan ondas gravitacionales superficiales que se propagan lejos de los lugares de las salpicaduras y se reflejan en las paredes de la bañera.

Las ecuaciones de aguas someras son un conjunto de  ecuaciones diferenciales parciales hiperbólicas (o parabólicas si se considera el cizallamiento viscoso) que describen el flujo por debajo de una superficie de presión en un fluido (a veces, pero no necesariamente, una superficie libre). Las ecuaciones de aguas someras en forma unidireccional también se denominan ecuaciones de Saint-Venant, en honor a Adhémar Jean Claude Barré de Saint-Venant (véase la sección relacionada más adelante).
Las ecuaciones se derivan de la integración en profundidad de las ecuaciones de Navier-Stokes, en el caso de que la escala de longitud horizontal sea mucho mayor que la vertical. Bajo esta condición, la conservación de la masa implica que la escala de velocidad vertical del fluido es pequeña comparada con la escala de velocidad horizontal. Se puede demostrar a partir de la ecuación del momento que los gradientes de presión verticales son casi hidrostáticos, y que los gradientes de presión horizontales se deben al desplazamiento de la superficie de presión, lo que implica que el campo de velocidad horizontal es constante en toda la profundidad del fluido.  La integración vertical permite eliminar la velocidad vertical de las ecuaciones. De este modo, se obtienen las ecuaciones de aguas poco profundas.
Aunque el término de velocidad vertical no está presente en las ecuaciones de aguas poco profundas, hay que tener en cuenta que esta velocidad no es necesariamente cero.  Se trata de una distinción importante porque, por ejemplo, la velocidad vertical no puede ser nula cuando el suelo cambia de profundidad y, por tanto, si fuera nula, sólo los suelos planos podrían utilizarse con las ecuaciones de aguas poco profundas.  Una vez que se ha encontrado una solución (es decir, las velocidades horizontales y el desplazamiento de la superficie libre), la velocidad vertical puede recuperarse mediante la ecuación de continuidad.
Las situaciones en la dinámica de fluidos en las que la escala de longitud horizontal es mucho mayor que la escala de longitud vertical son comunes, por lo que las ecuaciones de aguas poco profundas son ampliamente aplicables.  Se utilizan con la fuerza de Coriolis en la modelización atmosférica y oceánica, como simplificación de las ecuaciones primitivas del flujo atmosférico.
Los modelos de ecuaciones de aguas someras sólo tienen un nivel vertical, por lo que no pueden abarcar directamente ningún factor que varíe con la altura. Sin embargo, en los casos en que el estado medio es suficientemente simple, las variaciones verticales pueden separarse de las horizontales y varios conjuntos de ecuaciones de aguas someras pueden describir el estado.

## Ecuaciones

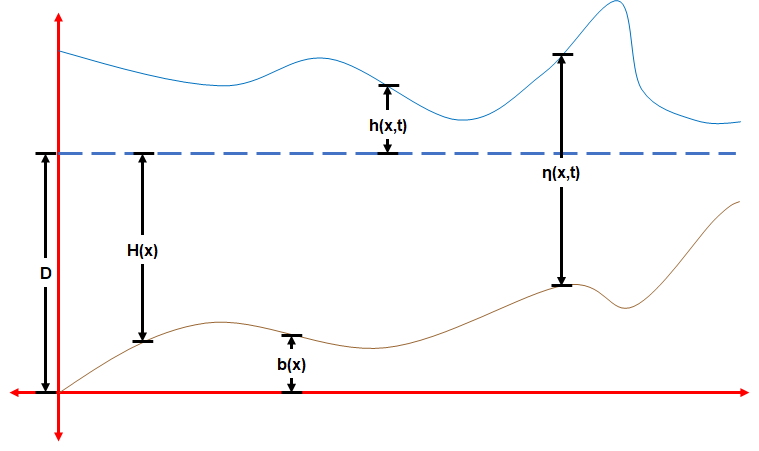
Un diagrama unidimensional que representa el modelo de aguas poco profundas.

### Forma de conservación
Las ecuaciones de aguas poco profundas se derivan de las ecuaciones de conservación de la masa y conservación del momento lineal (las ecuaciones de Navier-Stokes), que se mantienen incluso cuando se rompen los supuestos de aguas poco profundas, como a través de un salto hidráulico. En el caso de un lecho horizontal, con unas fuerzas de Coriolis, de fricción y viscosidad despreciables, las ecuaciones de aguas someras son:
{\displaystyle {\begin{aligned}{\frac {\partial (\rho \eta )}{\partial t}}&+{\frac {\partial (\rho \eta u)}{\partial x}}+{\frac {\partial (\rho \eta v)}{\partial y}}=0,\\[3pt]{\frac {\partial (\rho \eta u)}{\partial t}}&+{\frac {\partial }{\partial x}}\left(\rho \eta u^{2}+{\frac {1}{2}}\rho g\eta ^{2}\right)+{\frac {\partial (\rho \eta uv)}{\partial y}}=0,\\[3pt]{\frac {\partial (\rho \eta v)}{\partial t}}&+{\frac {\partial (\rho \eta uv)}{\partial x}}+{\frac {\partial }{\partial y}}\left(\rho \eta v^{2}+{\frac {1}{2}}\rho g\eta ^{2}\right)=0.\end{aligned}}}
Aquí η es la altura total de la columna de fluido (profundidad instantánea del fluido en función de x, y y t), y el vector 2D (u, v) es la velocidad de flujo horizontal del fluido, promediada a través de la columna vertical. Además g es la aceleración debida a la gravedad y ρ es la densidad del fluido. La primera ecuación se deriva de la conservación de la masa, las dos segundas de la conservación del momento.

### Forma de no-conservación
Expandiendo las derivadas en lo anterior usando la  regla del producto, se obtiene la forma no conservativa de las ecuaciones de aguas someras. Como las velocidades no están sujetas a una ecuación de conservación fundamental, las formas no conservativas no se mantienen a través de un choque o salto hidráulico. También se incluyen los términos apropiados para las fuerzas de Coriolis, fricción y viscosidad, para obtener (para una densidad de fluido constante):
{\displaystyle {\begin{aligned}{\frac {\partial h}{\partial t}}&+{\frac {\partial }{\partial x}}{\Bigl (}(H+h)u{\Bigr )}+{\frac {\partial }{\partial y}}{\Bigl (}(H+h)v{\Bigr )}=0,\\[3pt]{\frac {\partial u}{\partial t}}&+u{\frac {\partial u}{\partial x}}+v{\frac {\partial u}{\partial y}}-fv=-g{\frac {\partial h}{\partial x}}-ku+\nu \left({\frac {\partial ^{2}u}{\partial x^{2}}}+{\frac {\partial ^{2}u}{\partial y^{2}}}\right),\\[3pt]{\frac {\partial v}{\partial t}}&+u{\frac {\partial v}{\partial x}}+v{\frac {\partial v}{\partial y}}+fu=-g{\frac {\partial h}{\partial y}}-kv+\nu \left({\frac {\partial ^{2}v}{\partial x^{2}}}+{\frac {\partial ^{2}v}{\partial y^{2}}}\right),\end{aligned}}}
donde:
| u | es la velocidad en ladirección x, o velocidad zonal |
| v | es la velocidad en ladirección y , o velocidad meridional |
| H | es la altura media de la superficie de presión horizontal |
| h | es la desviación de la altura de la superficie de presión horizontal con respecto a su altura media, donde h: η(x, y, t) = H(x, y) + h(x, y, t)                                                         |
| b | es la altura topográfica desde una referencia D, donde b: H(x, y) = D + b(x,y) |
| g | es la aceleración debida a la gravedad |
| f | es el coeficiente de Coriolis asociado con la fuerza de Coriolis. En la Tierra, f es igual a 2Ω sin(φ), donde Ω es la velocidad de rotación angular de la Tierra (π/12 radians/hora), y φ es la latitud |
| k | es el coeficiente de arrastre por viscosidad |
| ν | es la viscosidad cinemática |

A menudo ocurre que los términos cuadráticos en u y v, que representan el efecto de la advección a granel, son pequeños en comparación con los otros términos. Esto se llama equilibrio geostrófico, y equivale a decir que el número de Rossby es pequeño. Suponiendo también que la altura de la ola es muy pequeña comparada con la altura media (h ≪ H), se tiene (sin fuerzas viscosas laterales):
{\displaystyle {\begin{aligned}{\frac {\partial h}{\partial t}}&+H\left({\frac {\partial u}{\partial x}}+{\frac {\partial v}{\partial y}}\right)=0,\\[3pt]{\frac {\partial u}{\partial t}}&-fv=-g{\frac {\partial h}{\partial x}}-bu,\\[3pt]{\frac {\partial v}{\partial t}}&+fu=-g{\frac {\partial h}{\partial y}}-bv.\end{aligned}}}

## Ecuaciones unidimensionales de Saint-Venant
Las ecuaciones unidimensionales (1-D) de Saint-Venant fueron derivadas por Adhémar Jean Claude Barré de Saint-Venant, y se utilizan comúnmente para modelar el flujo en canal abierto transitorio y la  escorrentía superficial. Pueden considerarse como una contracción de las ecuaciones bidimensionales (2-D) de aguas poco profundas, que también se conocen como ecuaciones bidimensionales de Saint-Venant. Las ecuaciones de Saint-Venant 1-D contienen hasta cierto punto las principales características de la forma de la sección transversal del canal.
Las ecuaciones 1-D se utilizan ampliamente en modelos informáticos como TUFLOW, Mascaret (EDF), lang=es SIC (Irstea), HEC-RAS, SWMM5, ISIS, InfoWorks, Flood Modeller, SOBEK 1DFlow MIKE 11, y MIKE SHE porque son significativamente más fáciles de resolver que las ecuaciones completas de aguas poco profundas. Las aplicaciones comunes de las ecuaciones 1-D de Saint-Venant incluyen enrutamiento de inundaciones a lo largo de los ríos (incluyendo la evaluación de las medidas para reducir los riesgos de inundación), el análisis de la rotura de presas, los pulsos de tormenta en un canal abierto, así como la escorrentía de la tormenta en el flujo terrestre.

### Ecuaciones

Sección transversal de un canal abierto

El sistema de ecuaciones diferenciales parciales que describen el flujo incompresible 1-D en un canal abierto de sección transversal arbitraria -tal como fue derivado y planteado por Saint-Venant en su artículo de 1871 (ecuaciones 19 y 20)- es:
| {\displaystyle {\frac {\partial A}{\partial t}}+{\frac {\partial \left(Au\right)}{\partial x}}=0} | \| \| \| \| \| \| \| \| | (1) |
|                                                                                                   |                         |     |
|                                                                                                   |                         |     |

and
| {\displaystyle {\frac {\partial u}{\partial t}}+u\,{\frac {\partial u}{\partial x}}+g\,{\frac {\partial \zeta }{\partial x}}=-{\frac {P}{A}}\,{\frac {\tau }{\rho }},} | \| \| \| \| \| \| \| \| | (2) |
| |                         |     |
| |                         |     |

donde x es la coordenada espacial a lo largo del eje del canal, t denota el tiempo, A(x,t) es el área de la sección transversal del flujo en la ubicación x, u(x,t) es la velocidad de flujo, ζ(x,t) es la elevación de la superficie libre y τ(x,t) es el esfuerzo cortante de la pared a lo largo del perímetro mojado P(x,t) de la sección transversal en x. Además ρ es la densidad del fluido (constante) y g es la aceleración gravitatoria.
La solución del sistema de ecuaciones hiperbólico (1)–(2) se obtiene a partir de la geometría de las secciones transversales, proporcionando una relación funcional entre el área de la sección transversal A y la elevación de la superficie ζ en cada posición x. Por ejemplo,Por ejemplo, para una sección transversal rectangular, con anchura de canal constante B y elevación del lecho del canal z b, el área de la sección transversal es: A = B (ζ - zb) = B h. La profundidad instantánea del agua es h(x,t) = ζ(x,t) − zb(x) con zb(x) el nivel del lecho (es decir, la elevación del punto más bajo del lecho por encima del fecha, véase la figura de sección transversal). Para paredes de canales sin movimiento, el área de la sección transversal A en la ecuación (1) puede escribirse como: 
{\displaystyle A(x,t)=\int _{0}^{h(x,t)}b(x,h')\,dh',}
con b(x,h) la anchura efectiva de la sección transversal del canal en la ubicación x cuando la profundidad del fluido es h - así que b(x, h) = B(x) para canales rectangulares.
El esfuerzo cortante de la pared τ depende de la velocidad del flujo u, pueden relacionarse utilizando, por ejemplo, la ecuación de Darcy-Weisbach, la fórmula de Manning o la fórmula de Chézy.
Además, la ecuación (1) es la ecuación de continuidad, que expresa la conservación del volumen de agua para este fluido homogéneo incompresible. La ecuación (2) es la ecuación de momentum, que da el equilibrio entre las fuerzas y las tasas de cambio del momentum.
La pendiente del lecho S(x), la pendiente de fricción Sf(x, t) y el radio hidráulico R(x, t) se definen como:
{\displaystyle S=-{\frac {\mathrm {d} z_{\mathrm {b} }}{\mathrm {d} x}},}
{\displaystyle S_{\mathrm {f} }={\frac {\tau }{\rho gR}}}
y
{\displaystyle R={\frac {A}{P}}.}
En consecuencia, la ecuación del momento (2) puede escribirse como:
| {\displaystyle {\frac {\partial u}{\partial t}}+u\,{\frac {\partial u}{\partial x}}+g\,{\frac {\partial h}{\partial x}}+g\,\left(S_{\mathrm {f} }-S\right)=0.} | \| \| \| \| \| \| \| \| | ( 3) |
| |                         |      |
| |                         |      |

### Conservación del momento
La ecuación del momento (3) también puede ser planteada en la llamada forma de conservación, o forma euleriana, mediante algunas manipulaciones algebraicas sobre las ecuaciones de Saint-Venant, (1) y (3). En términos del caudal Q = Au:
| {\displaystyle {\frac {\partial Q}{\partial t}}+{\frac {\partial }{\partial x}}\left({\frac {Q^{2}}{A}}+g\,I_{1}\right)+g\,A\,\left(S_{f}-S\right)-g\,I_{2}=0,} | \| \| \| \| \| \| \| \| | ( 4) |
| |                         |      |
| |                         |      |

donde A, I1 y I2 son funciones de la geometría del canal, descrito en términos de la anchura del canal B(σ,x). Aquí, σ es la altura sobre el punto más bajo de la sección transversal en la ubicación x. Entonces σ es la altura sobre el nivel del lecho zb(x) (del punto más bajo en la sección transversal):
{\displaystyle {\begin{aligned}A(\sigma ,x)&=\int _{0}^{\sigma }B(\sigma ',x)\;\mathrm {d} \sigma ',\\I_{1}(\sigma ,x)&=\int _{0}^{\sigma }(\sigma -\sigma ')\,B(\sigma ^{\prime },x)\;\mathrm {d} \sigma '\qquad {\text{and}}\\I_{2}(\sigma ,x)&=\int _{0}^{\sigma }(\sigma -\sigma ')\,{\frac {\partial B(\sigma ',x)}{\partial x}}\;\mathrm {d} \sigma '.\end{aligned}}}
Arriba - en la ecuación del momento (4) en forma de conservación -A, I1 y I2 es evaluada como σ = h(x,t). El término g I1 describe la fuerza hidrostática en una determinada sección transversal. Y, para un canal no prismático, g I 2 da los efectos de las variaciones de la geometría a lo largo del eje x del canal. 
En las aplicaciones, dependiendo del problema en cuestión, a menudo se prefiere utilizar la ecuación del momento en forma no conservativa, (2) or (3), o la forma de conservación (4). Por ejemplo, en el caso de la descripción de los  saltos hidráulicos, se prefiere la forma de conservación ya que el  flujo de momento es continuo a través del salto.

### Características

Características, dominio de la dependencia y región de influencia, asociadas a la ubicación P = (x_{P},t_{P}) en el espacio x y en el tiempo t.

Las ecuaciones de Saint-Venant (1)–(2) puede analizarse mediante el método de características. Las dos aceleraciones dx/dt en las curvas características son:
{\displaystyle {\frac {\mathrm {d} x}{\mathrm {d} t}}=u\pm c,} with {\displaystyle c={\sqrt {\frac {gA}{B}}}.}
El Número de Froude Fr= |u|/c determina si el flujo es subcrítico (Fr < 1) o supercrítico (Fr > 1).
Para un canal rectangular y prismático de anchura constante B, es decir, con A = B h y c = √gh los invariantes de Riemann son {\displaystyle r_{+}=u+2{\sqrt {gh}}} y {\displaystyle r_{-}=u-2{\sqrt {gh}},}
por lo que las ecuaciones en forma característica son::
{\displaystyle {\begin{aligned}&{\frac {\mathrm {d} }{\mathrm {d} t}}\left(u+2{\sqrt {gh}}\right)=g\left(S-S_{f}\right)&&{\text{along}}\quad {\frac {\mathrm {d} x}{\mathrm {d} t}}=u+{\sqrt {gh}}\quad {\text{and}}\\&{\frac {\mathrm {d} }{\mathrm {d} t}}\left(u-2{\sqrt {gh}}\right)=g\left(S-S_{f}\right)&&{\text{along}}\quad {\frac {\mathrm {d} x}{\mathrm {d} t}}=u-{\sqrt {gh}}.\end{aligned}}}
Los invariantes de Riemann y el método de las características para un canal prismático de sección transversal arbitraria son descritos por Didenkulova y Pelinovsky (2011).
Las características y los invariantes de Riemann proporcionan información importante sobre el comportamiento del flujo, además de que pueden utilizarse en el proceso de obtención de soluciones (analíticas o numéricas).

### Modelación derivada

#### Onda dinámica
La onda dinámica es la ecuación unidimensional completa de Saint-Venant. Es numéricamente difícil de resolver, pero es válida para todos los escenarios de flujo del canal. La onda dinámica se utiliza para modelar tormentas transitorias en programas de modelización como Mascaret (EDF), SIC (Irstea), HEC-RAS, InfoWorks_ICM Archivado el 25 de octubre de 2016 en Wayback Machine., MIKE 11, Wash 123d y SWMM5.
En el orden de las simplificaciones crecientes, al eliminar algunos términos de las ecuaciones completas de Saint-Venant 1D (también conocida como ecuación de onda dinámica), obtenemos la también clásica ecuación de onda difusiva y la ecuación de onda cinemática.

#### Onda difusiva
Para la onda difusiva se supone que los términos de inercia son menores que los términos de gravedad, fricción y presión.  Por lo tanto, la onda difusiva puede describirse con mayor precisión como una onda no inercial, y se escribe como:
{\displaystyle g{\frac {\partial h}{\partial x}}+g(S_{f}-S)=0.}
La onda difusiva es válida cuando la aceleración inercial es mucho menor que todas las demás formas de aceleración o, en otras palabras, cuando hay principalmente un flujo subcrítico, con valores de Froude bajos.  Los modelos que utilizan la hipótesis de la onda difusiva incluyen MIKE SHE y LISFLOOD-FP. In the software SIC (Irstea) estas opciones también están disponibles, ya que los 2 términos de inercia (o cualquiera de ellos) se pueden eliminar en opción desde la interfaz.

#### Onda cinemática
Para la onda cinemática se supone que el flujo es uniforme, y que la pendiente de fricción es aproximadamente igual a la pendiente del canal.  Esto simplifica la ecuación completa de Saint-Venant a la onda cinemática:
{\displaystyle S_{f}-S=0.}
La onda cinemática es válida cuando el cambio en la altura de la onda a lo largo de la distancia y la velocidad a lo largo de la distancia y el tiempo es insignificante en relación con la pendiente del lecho, por ejemplo, para flujos poco profundos sobre pendientes pronunciadas.  La onda cinemática se usa en HEC-HMS.